# Dez estágios do genocídio
Os dez estágios do genocídio, anteriormente denominadas oito estágios do genocídio, são um modelo acadêmico e político desenvolvido por Gregory Stanton, ex-professor de pesquisa e fundador da organização Genocide Watch, para explicar como os genocídios ocorrem. Esse modelo não é linear, e várias fases podem acontecer simultaneamente. Além de oferecer uma estrutura conceitual para analisar os processos que levam aos genocídios, ele também serve como referência para a implementação de medidas preventivas.
Em 1996, Stanton apresentou um documento intitulado Os Oito Estágios do Genocídio ao Departamento de Estado dos Estados Unidos, no qual sugeria que os genocídios seguem um padrão de oito estágios, que são "previsíveis, mas não inexorável". A apresentação ocorreu pouco depois de seus estudos sobre o Holocausto, o genocídio cambojano, o genocídio armênio e outros eventos semelhantes. As medidas de intervenção sugeridas eram aquelas que o governo dos Estados Unidos e a OTAN poderiam implementar ou influenciar outras nações europeias a implementar, incluindo a invasão militar.
Stanton formulou e divulgou esse modelo pela primeira vez na Faulds Lecture de 1987, no Warren Wilson College [en], e o apresentou no mesmo ano à American Anthropological Association [en]. Em 2012, adicionou duas novas fases ao modelo: discriminação e perseguição.
Atualmente, o modelo de Stanton é amplamente utilizado no ensino de estudos comparativos sobre genocídio [en] em diferentes contextos, como cursos universitários e programas educacionais em museus [en], incluindo o Museu do Holocausto e dos Direitos Humanos de Dallas [en].

## Dez estágios do genocídio
A primeira fase, classificação, consiste na divisão das pessoas em "nós" e "eles" com base em diferenças percebidas, como etnia, religião ou nacionalidade. Esse processo pode gerar um sentimento de superioridade no grupo dominante e contribuir para a desumanização do grupo-alvo, criando as condições para outras atrocidades. As fases seguintes, simbolização, discriminação e desumanização, envolvem a atribuição de rótulos e estereótipos ao grupo-alvo, reforçando sua condição de inferioridade aos olhos dos perpetradores. Isso pode se manifestar por meio de símbolos de ódio, propaganda ou discursos inflamados que buscam justificar a violência. Em seguida, ocorrem as fases de organização, polarização e preparação, nas quais os perpetradores mobilizam apoio para sua campanha, utilizando a perseguição para isolar e marginalizar o grupo-alvo, planejar e executar atos de extermínio e, por fim, negação da existência dos crimes cometidos.
| #  | Estágio       | Caracteristicas | Medidas preventivas |
| -- | ------------- | --- | --- |
| 1  | Cassificação  | As pessoas são divididas em “eles e nós”. | “A principal medida preventiva nesse estágio inicial é desenvolver instituições universalistas que transcendam... as divisões.” |
| 2  | Simbolização  | “Quando combinados com o ódio, os símbolos podem ser impostos a membros relutantes de grupos párias...”                                       | “Para combater a simbolização, os símbolos de ódio podem ser legalmente proibidos, assim como o discurso de ódio.” |
| 3  | Discriminação | “A lei ou o poder cultural exclui grupos de direitos civis plenos: leis de segregação ou apartheid, negação de direitos de voto”.             | “Aprovar e aplicar leis que proíbam a discriminação. Cidadania plena e direitos de voto para todos os grupos.” |
| 4  | Desumanização | “Um grupo nega a humanidade do outro grupo. Seus membros são equiparados a animais, vermes, insetos, excrementos ou doenças.”                 | “Os líderes locais e internacionais devem condenar o uso do discurso de ódio e torná-lo culturalmente inaceitável. Os líderes que incitam o genocídio devem ser banidos de viagens internacionais e ter suas finanças no exterior congeladas.” |
| 5  | Organização   | “O genocídio é sempre organizado... Unidades especiais do exército ou milícias são frequentemente treinadas e armadas...”                     | “A ONU deve impor embargos de armas a governos e cidadãos de países envolvidos em massacres genocidas e criar comissões para investigar violações.”                                                                                            |
| 6  | Polarização   | “Os extremistas afastam os grupos... Os líderes são presos e assassinados... as leis corroem os direitos e as liberdades civis fundamentais.” | “A prevenção pode significar proteção de segurança para líderes moderados ou assistência a grupos de direitos humanos... Os golpes de estado de extremistas devem ser combatidos com sanções internacionais.”                                  |
| 7  | Preparação    | “O assassinato em massa é planejado. As vítimas são identificadas e separadas por causa de sua identidade étnica ou religiosa...”             | “Nesse estágio, uma Emergência de Genocídio deve ser declarada. A pressão diplomática total das organizações regionais deve ser invocada, incluindo a preparação para intervir para evitar o genocídio.”                                       |
| 8  | Perseguição   | “Desapropriação, deslocamento forçado, guetos, campos de concentração.”                                                                       | “Assistência direta a grupos de vítimas, sanções direcionadas contra perseguidores, mobilização de assistência ou intervenção humanitária, proteção de refugiados.”                                                                            |
| 9  | Extermínio    | “É 'extermínio' para os assassinos porque eles não acreditam que suas vítimas sejam totalmente humanas.”                                      | “Nesse estágio, somente uma intervenção armada rápida e avassaladora pode deter o genocídio. Áreas realmente seguras ou corredores de fuga para refugiados devem ser estabelecidos com proteção internacional fortemente armada.”              |
| 10 | Negação       | “Os perpetradores... negam que tenham cometido qualquer crime...”                                                                             | “A resposta à negação é a punição por um tribunal internacional ou por tribunais nacionais.” |

## Análise
Outros estudiosos do genocídio têm analisado as condições culturais e políticas que levam a esses crimes. A socióloga Helen Fein demonstrou que o nível de antissemitismo preexistente estava correlacionado com a porcentagem de judeus mortos nos países europeus durante o Holocausto.
Já cientistas políticos, como a Dra. Barbara Harff [en], identificaram características políticas dos Estados que estatisticamente aumentam o risco de genocídio, incluindo genocídios anteriores sem punição, instabilidade política, ideologias de exclusão, regimes autocráticos, fronteiras fechadas e violações graves dos direitos humanos.
O modelo de Stanton organiza os fatores de risco identificados por Harff em uma estrutura processual. Por exemplo:
1. A instabilidade política é uma característica das chamadas “sociedades divididas”, termo usado por Leo Kuper, onde há profundas clivagens sociais, relacionadas à fase de classificação.
2. A nomeação e identificação dos membros de um grupo-alvo ocorre na fase de simbolização.
3. Os grupos perseguidos pelo Estado sofrem discriminação.
4. A ideologia de exclusão é central para o processo de desumanização.
5. Regimes autocráticos incentivam a organização de grupos de ódio.
6. Uma elite etnicamente polarizada contribui para a polarização.
7. A falta de abertura ao comércio e a influências externas caracteriza a fase de preparação.
8. As violações massivas dos direitos humanos fazem parte da perseguição.
9. O extermínio parcial ou total de um grupo é legalmente definido como genocídio.
10. A impunidade após genocídios anteriores está ligada à fase de negação.

Stanton sugeriu que, “em última instância, o melhor antídoto para o genocídio é a educação popular e o desenvolvimento da tolerância social e cultural à diversidade”.